# Nicola Wilson
Nicola Wilson, född den 1 oktober 1976 i Darlington i Storbritannien, är en brittisk ryttare.
Hon tog OS-silver i lagtävlingen i fälttävlan i samband med de olympiska ridsporttävlingarna 2012 i London.